# Arsenal da Democracia

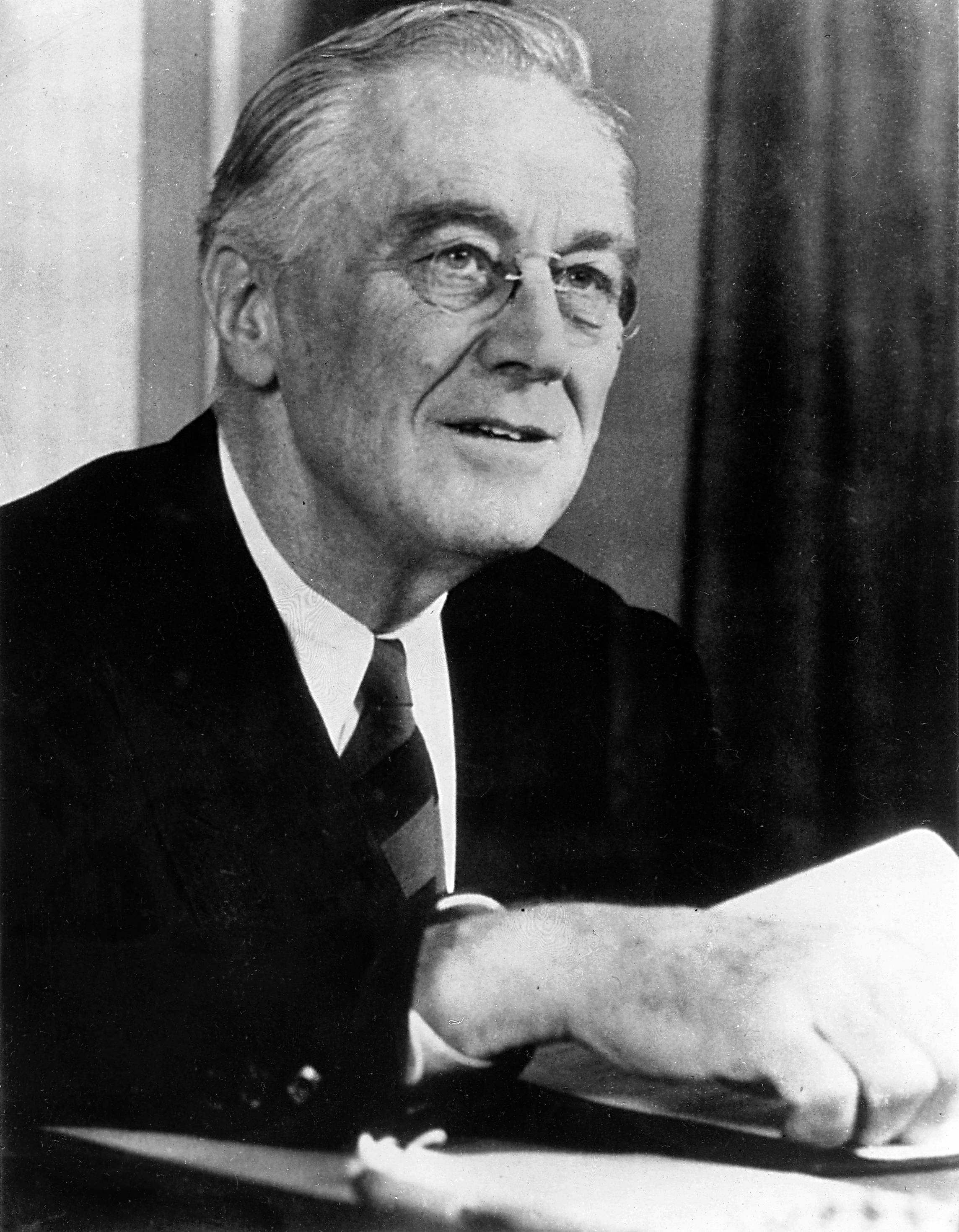
O Presidente dos Estados Unidos Franklin D. Roosevelt.

"O Arsenal da Democracia" foi o slogan de um plano do presidente dos Estados Unidos Franklin Delano Roosevelt que prometia ajudar os britânicos com recursos em sua luta contra a Alemanha nazista, mesmo sem entrar oficialmente no conflito. O anúncio foi feito em 29 de dezembro de 1940, pouco mais de um ano após o início da Segunda Guerra Mundial e um ano antes do ataque a Pearl Harbor. Na época a Alemanha havia conquistado boa parte da Europa, ameaçava Londres e era aliada da Itália e do Japão.
Roosevelt disse que Detroit era o "maior arsenal da democracia" pela sua rápida conversão de indústria automobilística para armamentista.